# ТЕС Айн-Джассер
ТЕС Айн-Джассер (Ain Djasser) — теплова електростанція на північному сході Алжиру. Розташована на південній стороні хребта Тель-Атлас у вілаєті Батна, за 75 км на південний захід від Константіни.
Станція стала однією з численних ТЕС, що споруджувались в Алжирі з початку 2000-х років для подолання зростаючого енергодефіциту. В 2007 році італійській компанії Ansaldo замовили першу чергу в складі двох встановлених на роботу у відкритому циклі газових турбін з сукупною потужністю 252 МВт. Вона стала до ладу в 2010-му, а вже наступного року та ж компанія отримала підряд на другу газотурбінну чергу з двома турбінами потужністю по 132 МВт, яка була введена в експлуатацію у 2014-му. За рік до цього підписали контракт щодо третьої черги потужністю 273 МВт (все так же дві газові турбіни Ansaldo).
Можливо відзначити, що в окремих джерелах потужність кожної з трьох черг зазначається як 340 МВт, що є показником еталонної ISO-потужності турбін, без урахування конкретних кліматичних умов їх встановлення.
Станція використовує природний газ, який надходить по двом перемичкам — довжиною 6 км з діаметром 500 мм від газопроводів GK1/GK2 та довжиною 5 км з діаметром 700 мм від газопроводу GK3.
Видача продукції відбувається по ЛЕП, що працює під напругою 220 кВ.